# 穆雷街

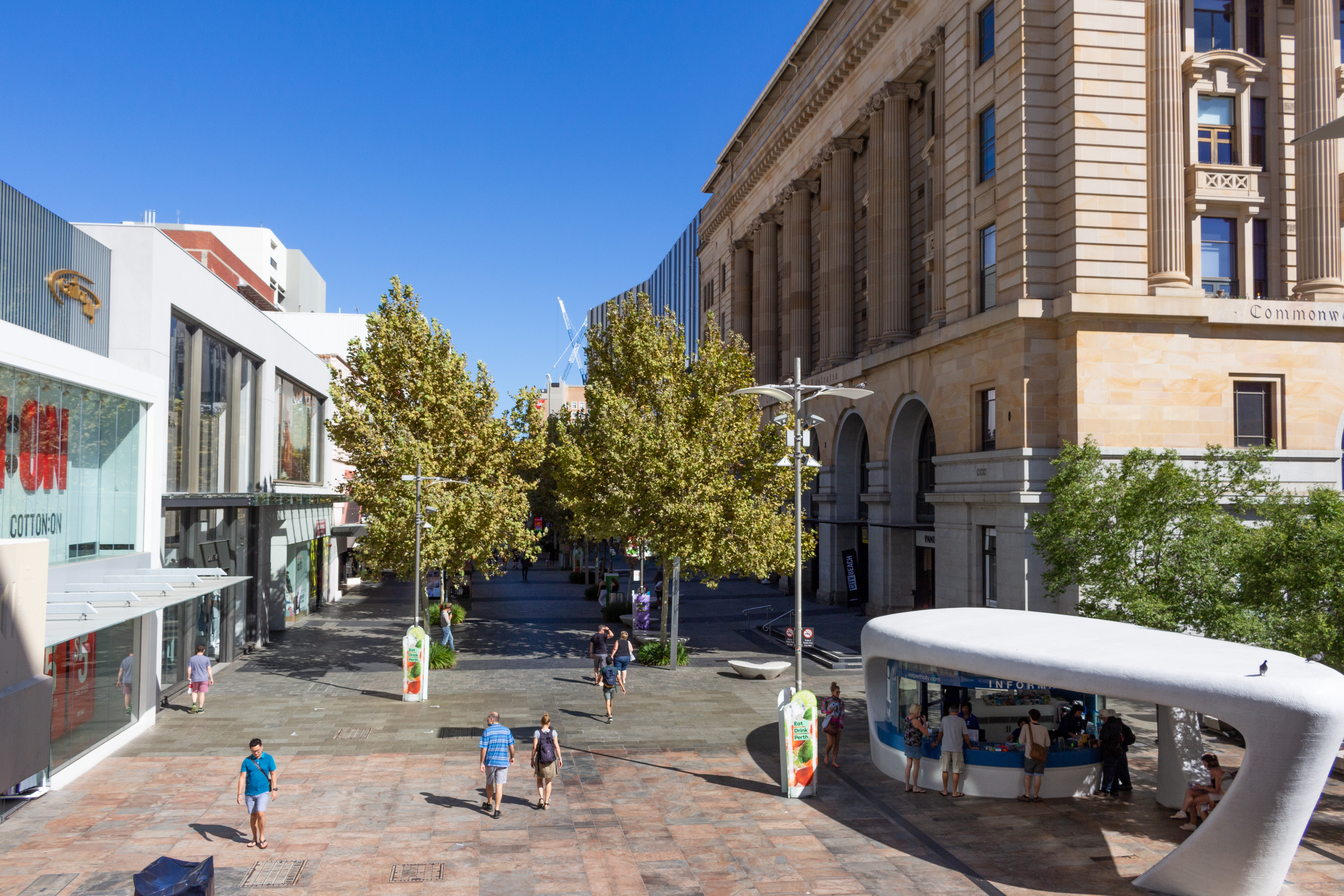
The Commonwealth Bank 澳洲聯邦銀行矗立在穆雷街的一角處福雷斯特廣場

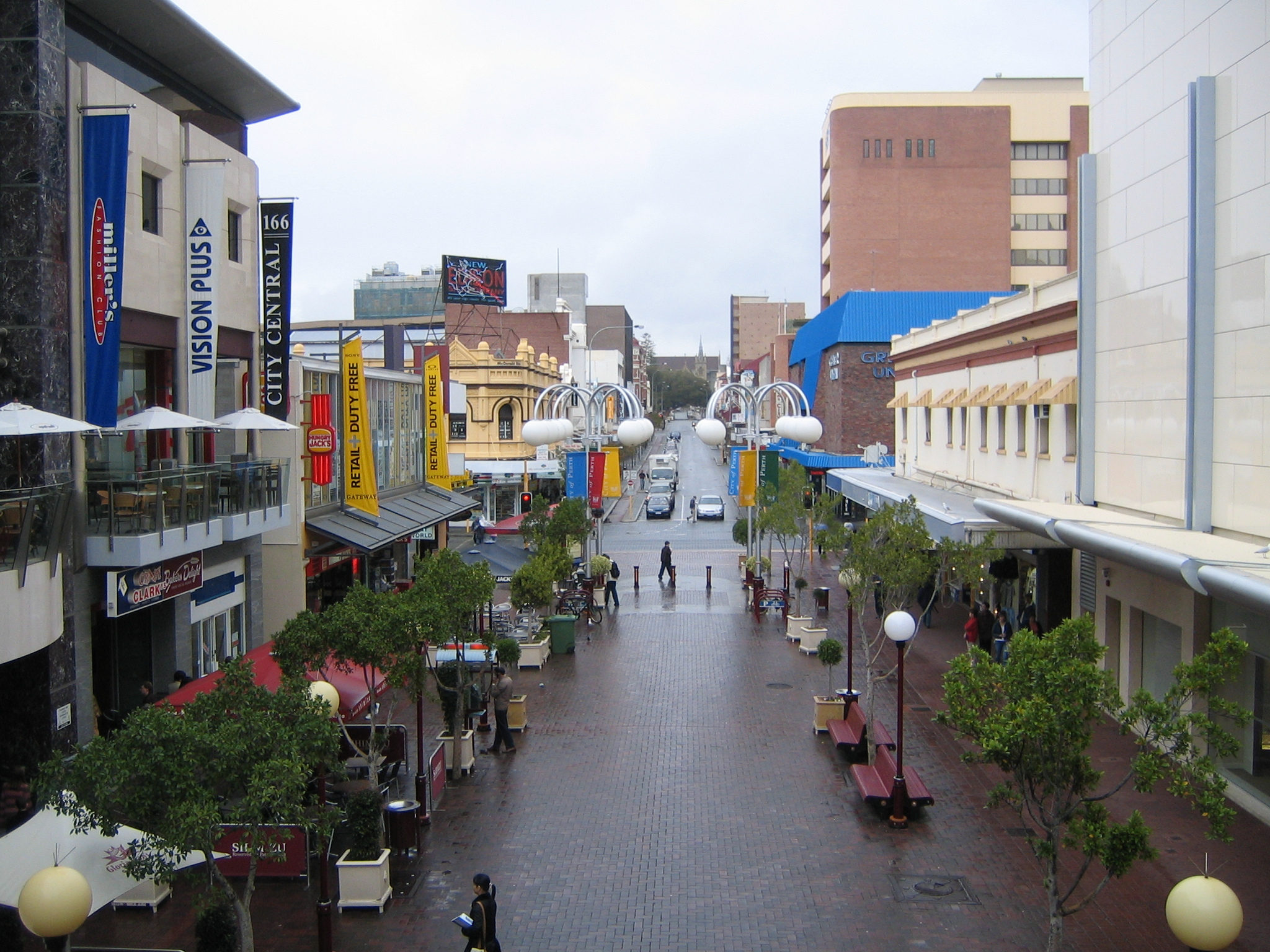
沿著步行街方向巴拉克街和聖瑪麗大教堂

穆雷街（Murray Street）是四個珀斯中央商務區東西向的主要道路之一。

## 歷史
在大街上，中央部分，已經成為一個步行街，是殖民地大臣美利爵士1828年至1830年而得名。
這是在珀斯的一個主路上終點在聖瑪麗大教堂;其他主要的教會在中央商務區都在城市街道的兩側。

## 外部連結
- 1950s photo of Murray Street （页面存档备份，存于） by Frank Hurley at the National Library of Australia
- Closer view of Murray Street on Google Maps

31°57′08″S 115°51′29″E / 31.9523°S 115.858°E